# (35654) 1998 MR33
1998 MR33 (asteroide 35654) é um asteroide da cintura principal. Possui uma excentricidade de 0.20390310 e uma inclinação de 5.89403º.
Este asteroide foi descoberto no dia 24 de junho de 1998 por LINEAR em Socorro.